# Mont Kaaikop
Le mont Kaaikop est une montagne située dans la région des Laurentides à Sainte-Lucie des Laurentides, au nord de Montréal. Son sommet culminant à 838 mètres d'altitude fait de lui le deuxième plus haut sommet de la région des Laurentides.
Le site du mont Kaaikop comprend le sommet, les terres publiques environnantes et un corridor de biodiversité reliant le mont Tremblant, le mont Kaaikop, le territoire mohawk de Tioweroton et l'aire protégée projetée de la Forêt-Ouareau.

## Toponymie
Le mont Kaaikop a parfois porté les noms de montagne du Lac-Legault, mont Legault ou Rocky Mountain mais l'appellation « Kaaikop » a prévalu. Ce toponyme, recueilli par le géologue M. A. Klugman, a été proposé à la Commission de géographie en 1956. En algonquin, il signifie « espace dénudé, rocheux, escarpé et en hauteur », ce qui constitue une description représentative de la montagne.

## Géographie

### Situation

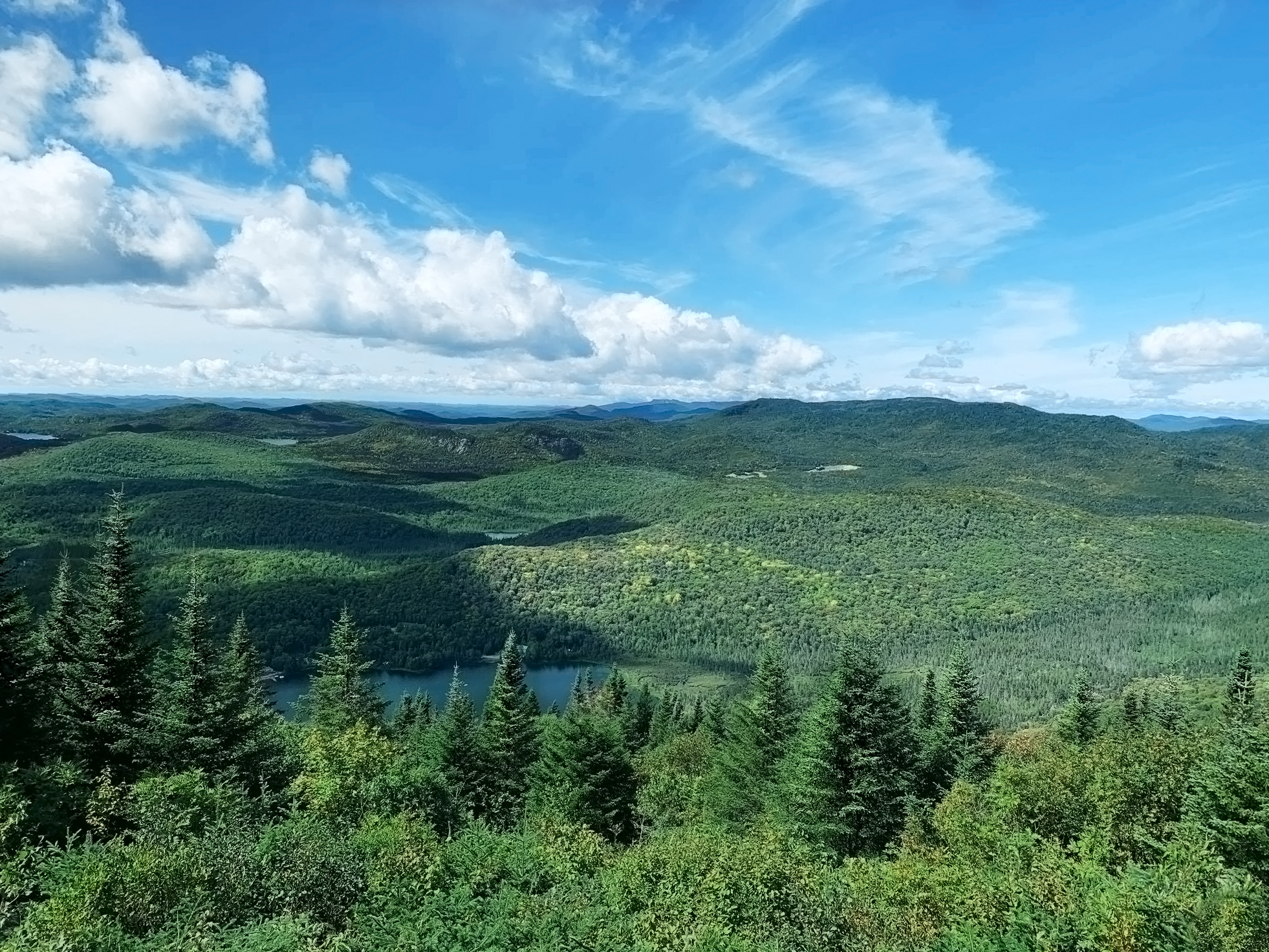
Vue panoramique au sommet du mont Kaaikop.

Les sommets du Kaaikop se trouvent à Sainte-Lucie-des-Laurentides, dans la région administrative des Laurentides. Les versants nord et est s'étendent à Saint-Donat-de-Montcalm et à Notre-Dame-de-la-Merci, dans la région administrative de Lanaudière.

### Faune et flore

#### Des forêts ancestrales rares
Les forêts du mont Kaaikop poussent en altitude, sur des sols minces, en pentes raides et sont soumises aux conditions climatiques rigoureuses, typiques des hauts sommets des Laurentides. Une caractérisation partielle du mont Kaaikop révèle que les forêts du Kaaikop sont très âgées, et maintes fois centenaires. Une tourbière est présente sur le flanc nord de la montagne.
Les terres entourant le mont Kaaikop et celles faisant partie du corridor de biodiversité ont elles aussi leurs caractéristiques particulières, mais leur état naturel n'a pas été aussi bien préservé qu'au Kaaikop. Les divisions municipales et administratives ont permis l'exploitation des ressources naturelles à divers degrés. Certaines terres sont restées intactes, avec leurs qualités et leurs écosystèmes riches et sains. D'autres ont été exploitées et doivent recouvrer leurs qualités d'origine.

#### Faune
De nombreuses espèces animales peuplant le mont Kaaikop ont déjà été observées. Parmi les mammifères figurent les orignaux, loups, castors, ratons laveurs, renards, carcajous, porcs-épics et chevreuils, alors que, du côté des oiseaux, les espèces recensées sont le junco, le cardinal à poitrine rose, le busard Saint-Martin, le passerin indigo, le canard branchu, le canard colvert, la buse pattue, l'engoulevent bois-pourri, le colibri, le harfang des neiges, des rapaces, la chouette épervière, l'urubu à tête rouge et le pic doré.

## Activités

### Activités de plein air et de découverte

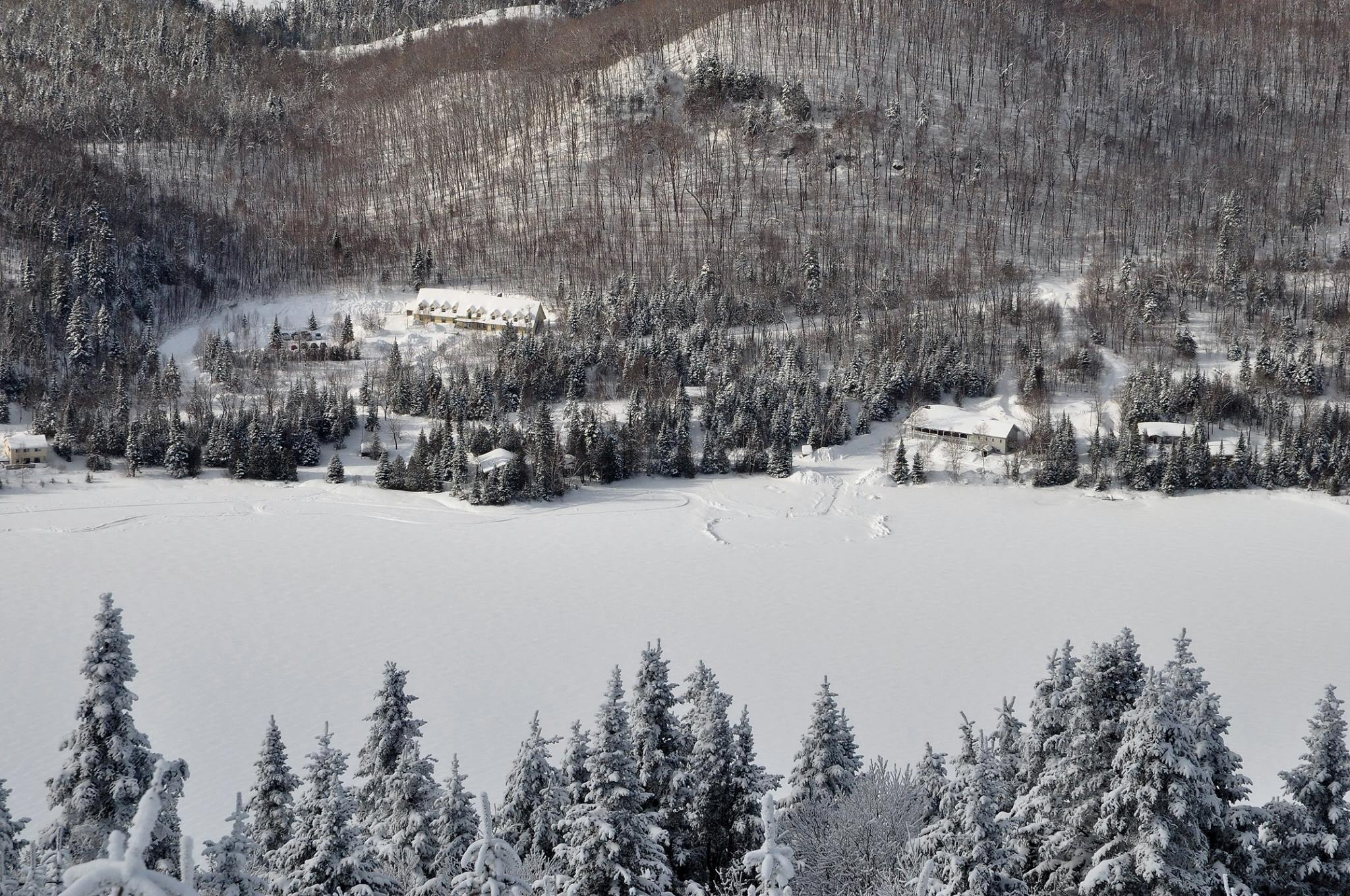
Vue du lac Legault et de la coopérative de L'Interval depuis le sommet du mont Kaaikop.

Environ 40 km de sentiers de randonnées balisés tous niveaux sillonnent le mont Kaaikop et sont accessibles depuis la base de plein air L'Interval située au pied de la montagne et aux bords du lac Legault. 
Le sommet se rejoint à pied par la montée no 7 présentant 342 mètres de dénivelé. Un point de vue panoramique permet d’admirer le paysage alentour, le mont Tremblant et même parfois d'apercevoir la ville de Montréal et le mont Royal par temps clair.
Il est possible d’explorer cette zone naturelle à toutes les saisons et d’y pratiquer différentes activités de plein air : randonnée et course à pied, raquettes, ski de fond, ski de randonnée, ski de randonnée nordique, canot, kayak, parapente, etc.

### Protection environnementale
La Coalition Mont-Kaaikop, collectif bénévole citoyen créé en 2013, vise à la préservation naturelle et permanente du mont Kaaikop (constitué du mont Kaaikop, des terres publiques environnantes et d'un corridor de biodiversité reliant le mont Tremblant à la forêt Ouareau par le mont Kaaikop et le territoire mohawk de Tioweroton). En 2020, le mont Kaaikop n’a pas été sélectionné pour devenir une aire protégée dans le cadre du  plan gouvernemental visant la protection de 17 % de ses milieux naturels terrestres avant la fin de 2020. La Coalition Mont-Kaaikop poursuit ses démarches en vue d'assurer la protection permanente du mont Kaaikop. En mars 2024, après études, le gouvernement du Québec accorde un statut d'aire protégée à la montagne sur un territoire de 40 kilomètres carrés.